# Sheldon Moldoff
Sheldon "Shelly" Moldoff (14 de Abril de 1920 - 29 de Fevereiro de 2012) foi um desenhista americano de histórias em quadrinhos, mais conhecido pelos trabalhos para a DC Comics nos personagem Gavião Negro e por ser um dos "artistas-fantasmas"  das histórias do Batman (suas histórias em creditadas como sendo do criador do Batman, Bob Kane).

### DC Comics
- Action Comics #1–2, 5–8, 10, 12, 15–17, 20–36, 38–42 (1938–1941)
- Adventure Comics #313, 320–322, 334–337, 339, 341–342, 346 (Legion of Super-Heroes) (inker) (1963–1966)
- All-American Comics #27 (Green Lantern); #49 (Sargon the Sorcerer) (1941–1943)
- All-Flash #6 (1942)
- All Star Comics #1–23 (1940–1944)
- Batman #81–92, 94–175, 177–181, 183–184, 186, 188–192, 194–196, 199 (1954–1968)
- Blackhawk #110–112, 119, 121–122, 127, 133–135, 139–147, 149, 151–161, 163–164, 168–169, 171–173, 181, 184 (inker) (1957–1963)
- The Brave and the Bold #54 (Kid Flash/Aqualad/Robin) (inker) (1964)
- Comic Cavalcade #1–3, 7, 14 (1942–1946)
- Detective Comics #199–207, 213–215, 218–219, 221, 223, 225, 227–228, 230–231, 233–239, 241–242, 244–247, 249–263, 266–295, 297–298, 300–310, 312–317, 319–326, 328, 330, 332, 334, 336, 338, 340, 343, 344, 346, 348, 350, 353, 354–356, 358, 360, 362, 364–365, 368, 370, 372 (1953–1968)
- Flash Comics #1–61 (1940–1945)
- Gang Busters #29, 53, 55, 58, 61, 65–66 (1952–1958)
- House of Mystery #2, 16, 34, 60–62, 66–67, 80, 84, 139 (1952–1963)
- House of Secrets #5–6, 15, 18, 21 (1957–1959)
- Mr. District Attorney #18, 35, 49, 60–66 (1950–1958)
- My Greatest Adventure #16, 68 (1957–1962)
- Mystery in Space #99 (1965)
- Sea Devils #16–35 (inker) (1964–1967)
- Sensation Comics  #1–31 (Black Pirate); #34 (Sargon the Sorcerer) (1942–1944)
- Strange Adventures #187, 197 (inker) (1966–1967)
- Superboy #118, 121, 146, 148 (inker) (1965–1968)
- Superman #145, 147–148, 188 (inker) (1961–1966)
- Superman and Batman: World's Funnest #1 (among other artists) (2001)
- Superman's Girl Friend, Lois Lane #57 (inker) (1965)
- Superman's Pal Jimmy Olsen #50, 85, 87–88 (inker) (1961–1965)
- Tales of the Unexpected #4–7, 10, 14, 16, 24, 48, 68, 84 (1956–1964)
- Wonder Woman #1–6 (1942–1943)
- World's Finest Comics #68, 104, 106–108, 110–113, 115, 118, 122–123, 125–127, 129, 132, 135, 139–140, 148–151, 157 (inker) (1954–1966)

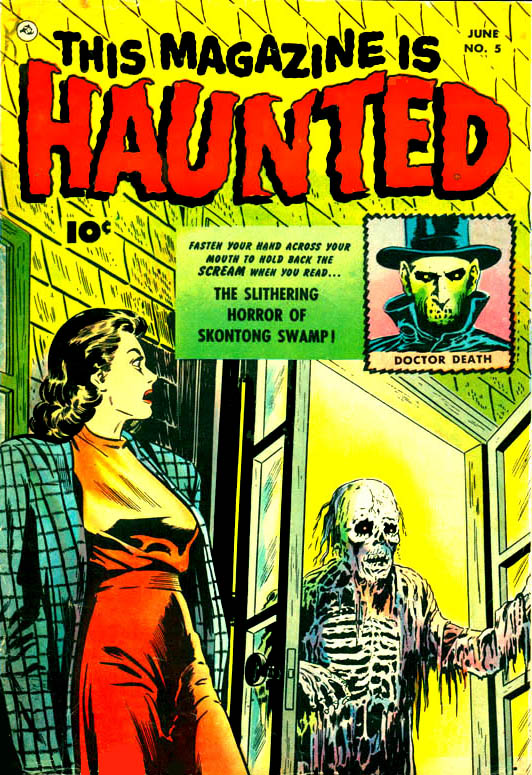
This Magazine is Haunted #5 (junho de 1952), Fawcett Comics

### EC Comics
- Animal Fables #7 (1947)
- Crime Patrol #7 (1948)
- Gunfighter #5–6 (1948)
- The Happy Houlihans #1 (1947)
- International Comics #1–5 (1947)
- International Crime Patrol #6 (1948)
- Moon Girl #2–6 (1947–1949)
- Moon Girl and the Prince #1 (1947)
- Moon Girl Fights Crime #7–8 (1949)
- War Against Crime! #4 (1948)

### Fawcett Comics
- Marvel Family #25 (1948)

### Marvel Comics
- Astonishing #33 (1954)
- Combat Casey #12 (1953)
- Journey into Unknown Worlds #17 (1953)
- Menace #10 (1954)
- Mystic #18, 29 (1953–1954)
- Strange Tales #20 (1953)
- Uncanny Tales #23 (1954)

### Quality Comics
- Hit Comics #25-30 (Kid Eternity) (1942–1943)